# Saint-Girons-en-Béarn
Saint-Girons-en-Béarn – miejscowość i gmina we Francji, w regionie Nowa Akwitania, w departamencie Pireneje Atlantyckie. Nazwa miejscowości pochodzi od imienia św. Geroncjusza.
Według danych na rok 1990 gminę zamieszkiwało 151 osób, a gęstość zaludnienia wynosiła 29 osób/km² (wśród 2290 gmin Akwitanii Saint-Girons-en-Béarn plasuje się na 1025. miejscu pod względem liczby ludności, natomiast pod względem powierzchni na miejscu 1415.).